# Miconia burchellii
Miconia burchellii är en tvåhjärtbladig växtart som beskrevs av José Jéronimo Triana. Miconia burchellii ingår i släktet Miconia och familjen Melastomataceae. Inga underarter finns listade i Catalogue of Life.

## Bildgalleri

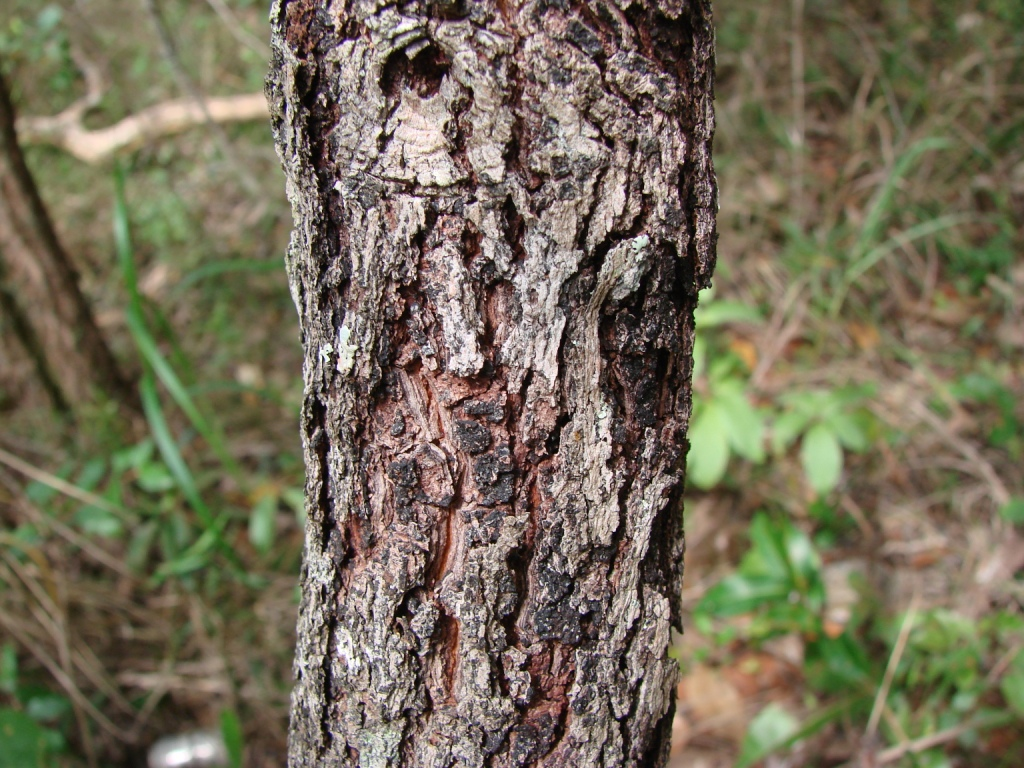
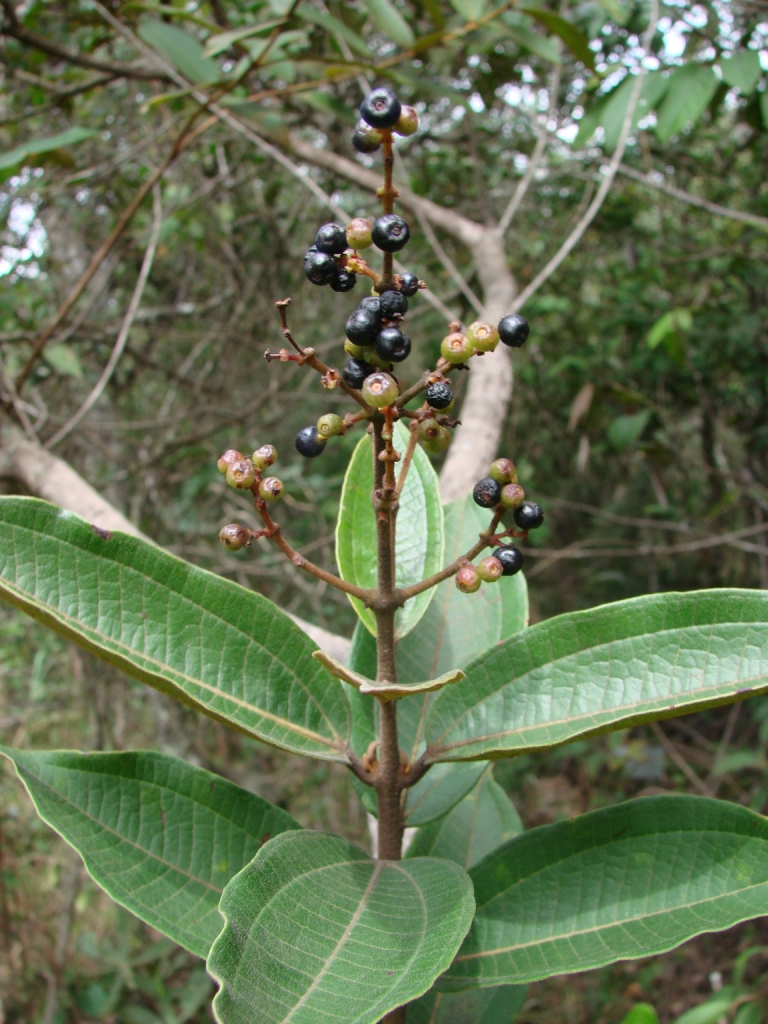
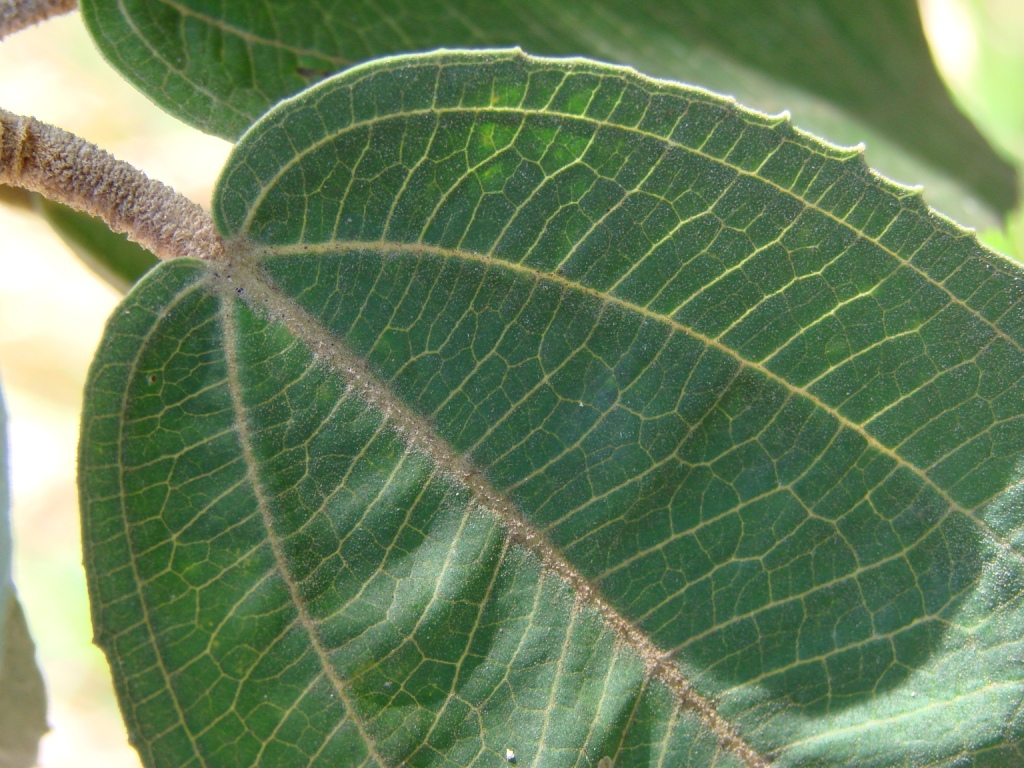
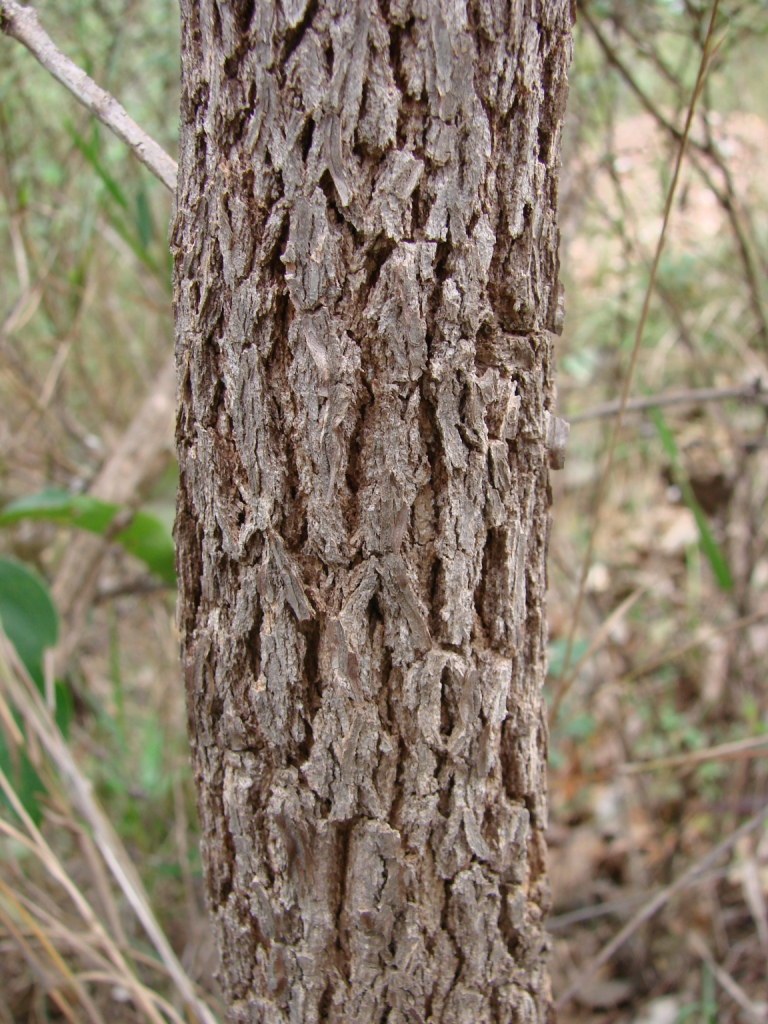
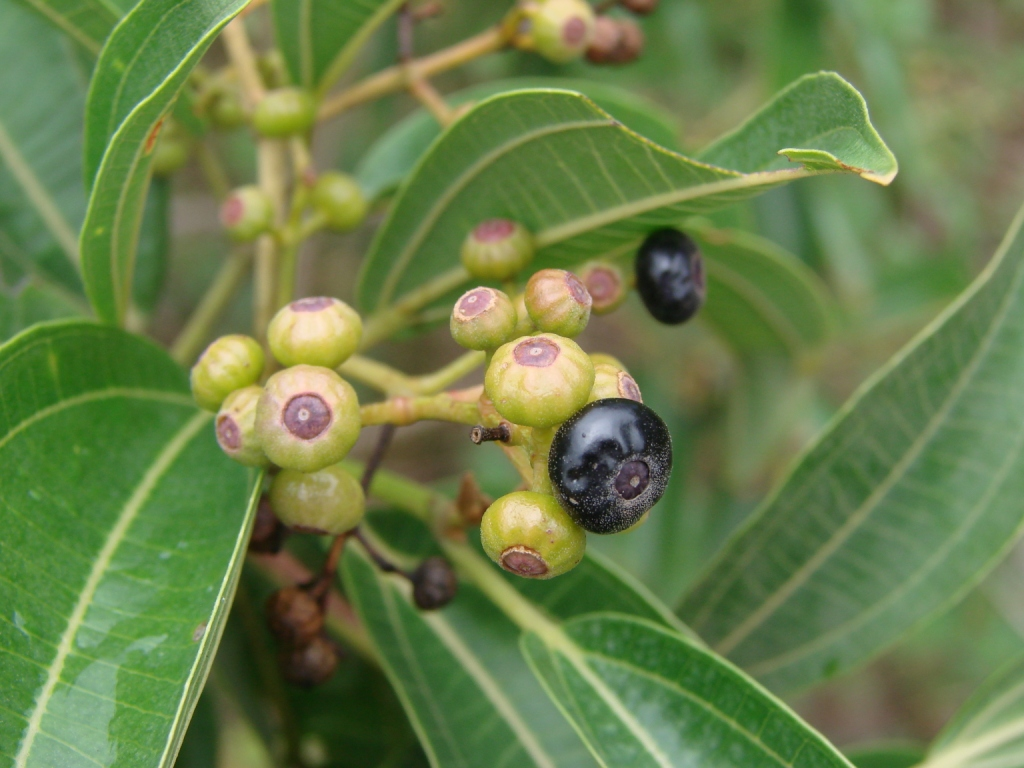
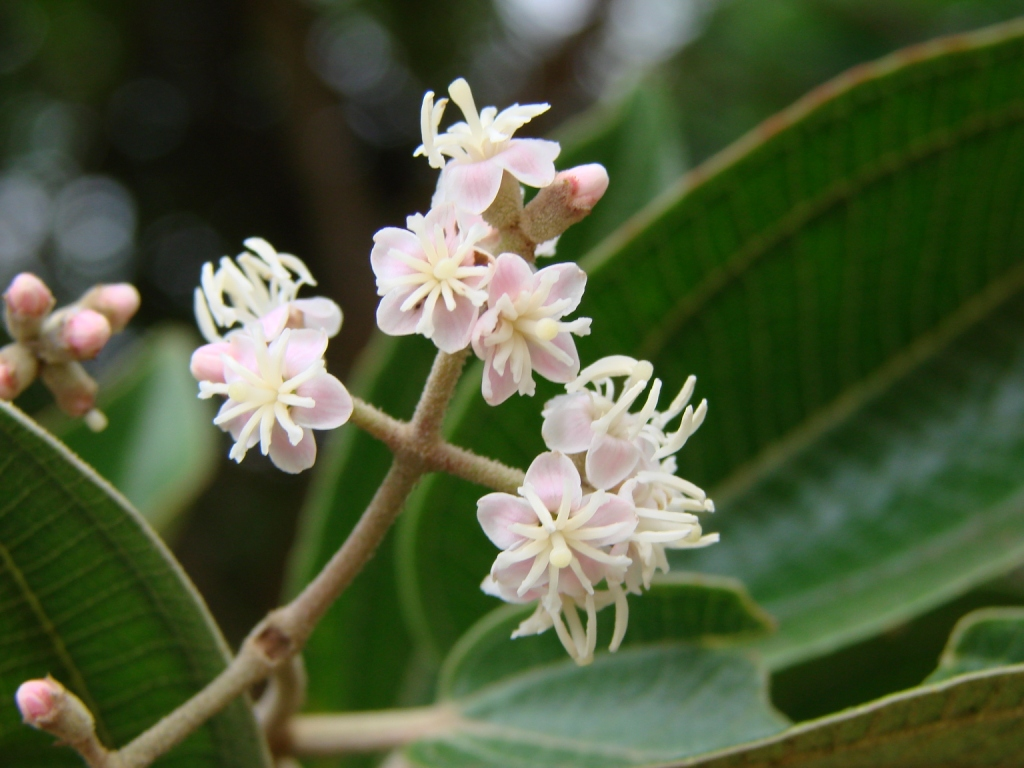